# Ромашкін Григорій Михайлович
Григорій Михайлович Ромашкін (1910—1961) — Герой Соціалістичної Праці, котельщик заводу «Ленінська кузня».
Будував шлюзи в Туркестані. Помер в 1961 році. Похований в Києві на Лук'янівському цвинтарі (ділянка № 14, ряд 15, місце 35).